# Токен (лексический анализ)
То́кен (англ. token) — объект, создающийся из лексемы в процессе лексического анализа («токенизации», от англ. tokenizing).
В прикладном программировании понятие токена и его лексема могут не различаться.
Шаблон токена — формальное описание класса лексем, которые могут создать данный тип токена.
| тип токена | примеры лексем | описание            |
| ---------- | -------------- | ------------------- |
| num        | 257            | число               |
| id         | Ident951       | идентификатор       |
| relop      | <=             | операция отношения  |
| string     | «Cимвол»       | строчная постоянная |